# Blad (varens)

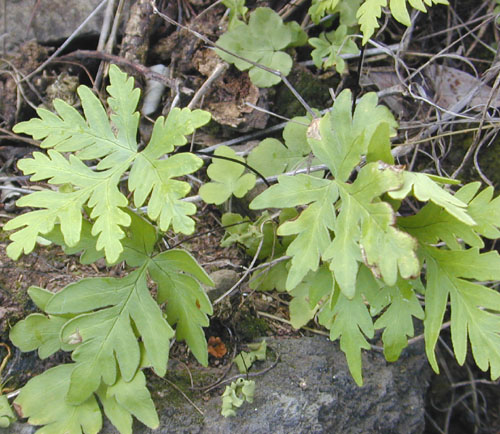
Dryopteris decipiens met enkelvoudige varenbladen.

De bladen van varens en verwanten vertonen een grote verscheidenheid. Bij vaatplanten (Tracheophyta) zijn er twee hoofdtypen bladen te onderscheiden: microfyllen bij Lycopsida en macrofyllen bij de Euphyllophyta (betekenis: planten met echte bladen). Tot de Lycopsida worden onder andere gerekend de wolfsklauwen, Selaginella en de waterbies. Er zijn echte nog veel groepen fossiele planten die microfyllen hadden, met als meest bekende Sigillaria en Lepidodendron, die gezorgd hebben voor afzettingen van steenkool. Tot de Euphyllophyta behoren alle overige vaatplanten, met de varens en de zaadplanten.
Voor bladachtige structuren zoals bij bruinwieren en bij mossen wordt de verzamelterm fylloïde gebruikt. 

## Evolutie

### Teloomtheorie
De evolutie van bladeren van vaatplanten wordt voor een deel verklaard met de teloomtheorie van Zimmerman. Uitgaande van een ruimtelijk opgebouwd dichotoom vertakt assenstelsel (van het type zoals Rhynia) kan men zich het ontstaan van de bladeren voorstellen door de elementaire processen van planatie en vegroeiing ("webbing"). Een dichotome vertakking van de nerven van het blad ziet men bij de Japanse notenboom. Meestal zijn de nerven ongelijk sterk ontwikkeld (primair proces: "overtopping") en weer met elkaar vergroeid ("syngenese"), zodat de oorspronkelijk dichotome structuur niet meer duidelijk is. De teloomtheorie lijkt vooral toepasbaar bij de varens en zaadvarens. 

### Enaties
Een alternatieve theorie stelt dat bladeren als enaties ontstaan zijn uit uitroeiingen van de stengels en later voorzien werden van een vaatbundel vanuit de centrale cilinder van de 'stengel'. Deze theorie is meer van toepassing op de Lycopodiopsida. Er is hier nog geen sprake van een echte stengel, omdat een stengel bestaat uit knopen en internodiën, waarbij de bladeren op de knopen staan ingeplant.

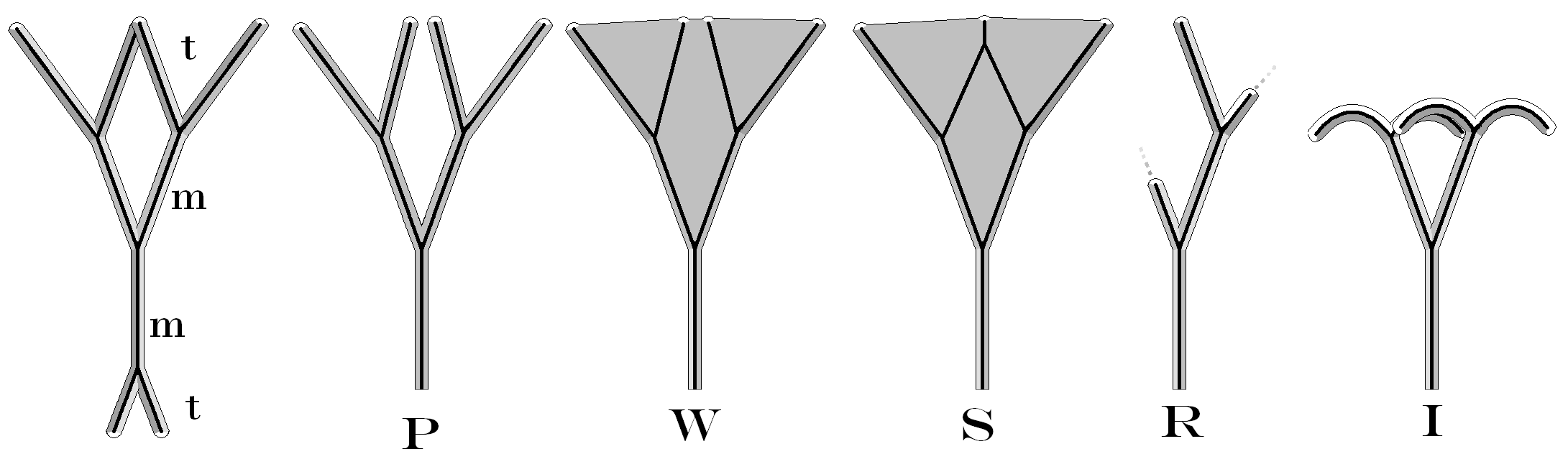
Teloomtheorie: elementaire processen bij vaatplanten
t=teloom, m=mesoom
P=Planatie,
Vergroeiing: W=Webbing en S=Syngenese,
R=Reductie,
I=Incurvatie

| Evolutie van de bladeren bij Lycopodiopsida en Polypodiopsida |
| --- |
| - assen (telomen) - - enatie - microfyl - stegofyl - sporangia - planatie en vergroeiing - macrofyl - sporofyl - microsporofyl - microsporangia - macrosporofyl - macrosporangia |

## Microfyllen

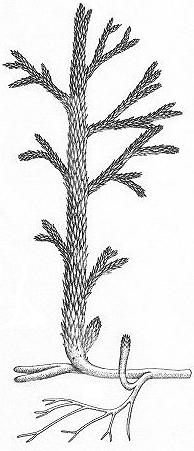
Asteroxylon met enaties.

Bij de Lycopodiopsida lijkt de teloomtheorie de bouw van de bladeren (microfyllen) niet te kunnen verklaren. De bladeren hebben slechts een nerf, en de aftakking van de centrale vaatbundel van de stengel (stele, centrale cilinder) vindt op een andere manier plaats. Een mogelijke verklaring van de microfyllen is "enatie", zoals bij Asteroxylon: een uitgroeiing van de stengel, waarin is latere evolutiestadia een vaatbundeltje is gevormd. Als er zich sporangia bevinden op een microfyl spreekt men van een stegofyl.
Microfyllen zijn vaak klein, maar bij sommige fossiele groepen waren ze zeer lang. Bij enkele groepen bevindt zich bij de basis aan de bovenkant van de microfyllen een klein tongvormige orgaantje, de ligula, dat mogelijk een functie heeft bij de wateropname.
Microfyllen zijn bladachtige structuren bij Lycopodiopsida en verwanten. Microfyllen zijn in de evolutie ontstaan uit uitgroeisels van de stengel, die later zijn voorzien zijn van vaatbundels. De steles vertonen op de plaats waar de nerven van de microfyllen aftakken geen opening of venster. De nerven van microfyllen zijn niet vertakt. Microfyllen kunnen bij enkele fossiele soorten tot enkele tientallen cm lang zijn.

Planten met microfyllen
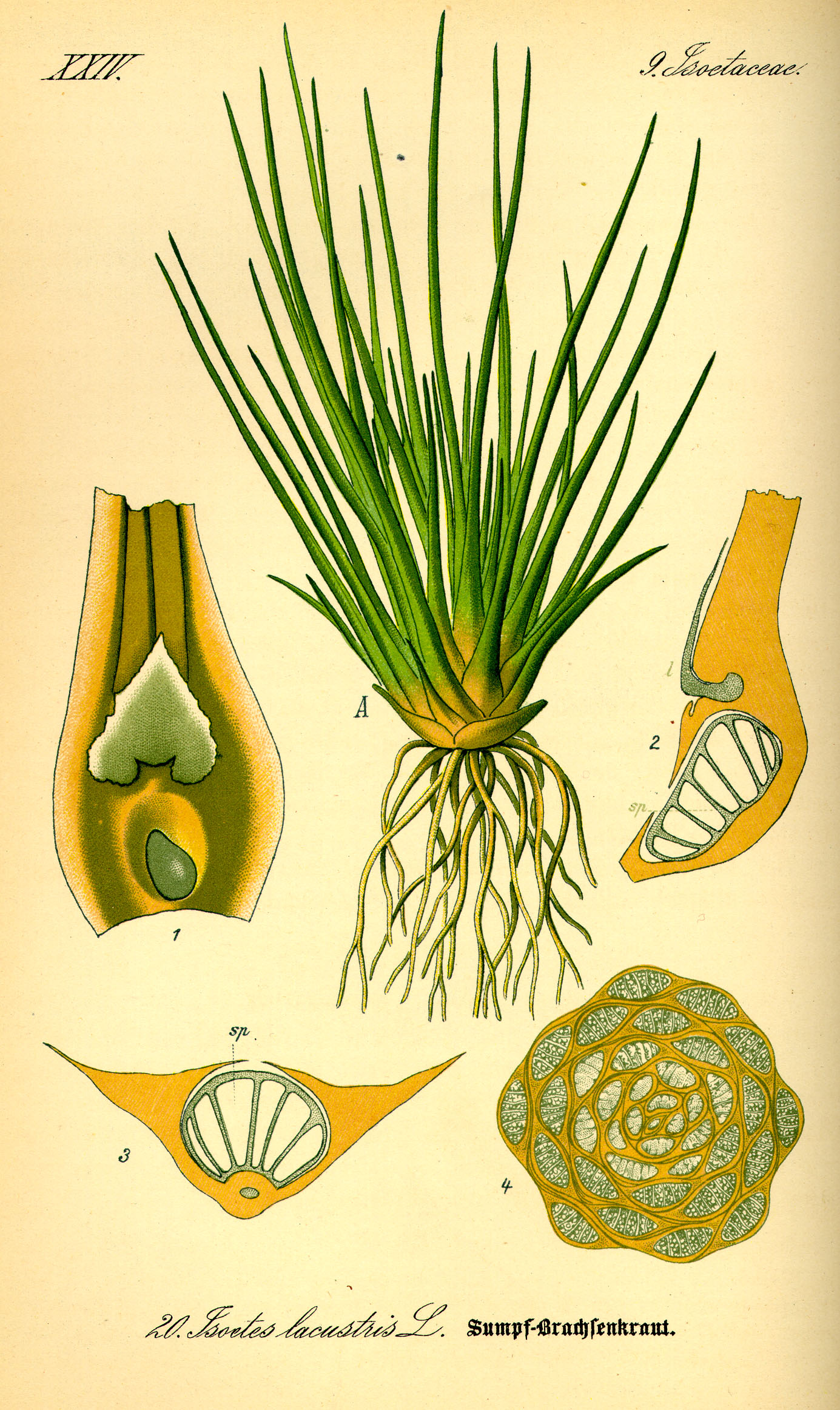
Grote biesvaren (Isoetes lacustris) botanische tekening
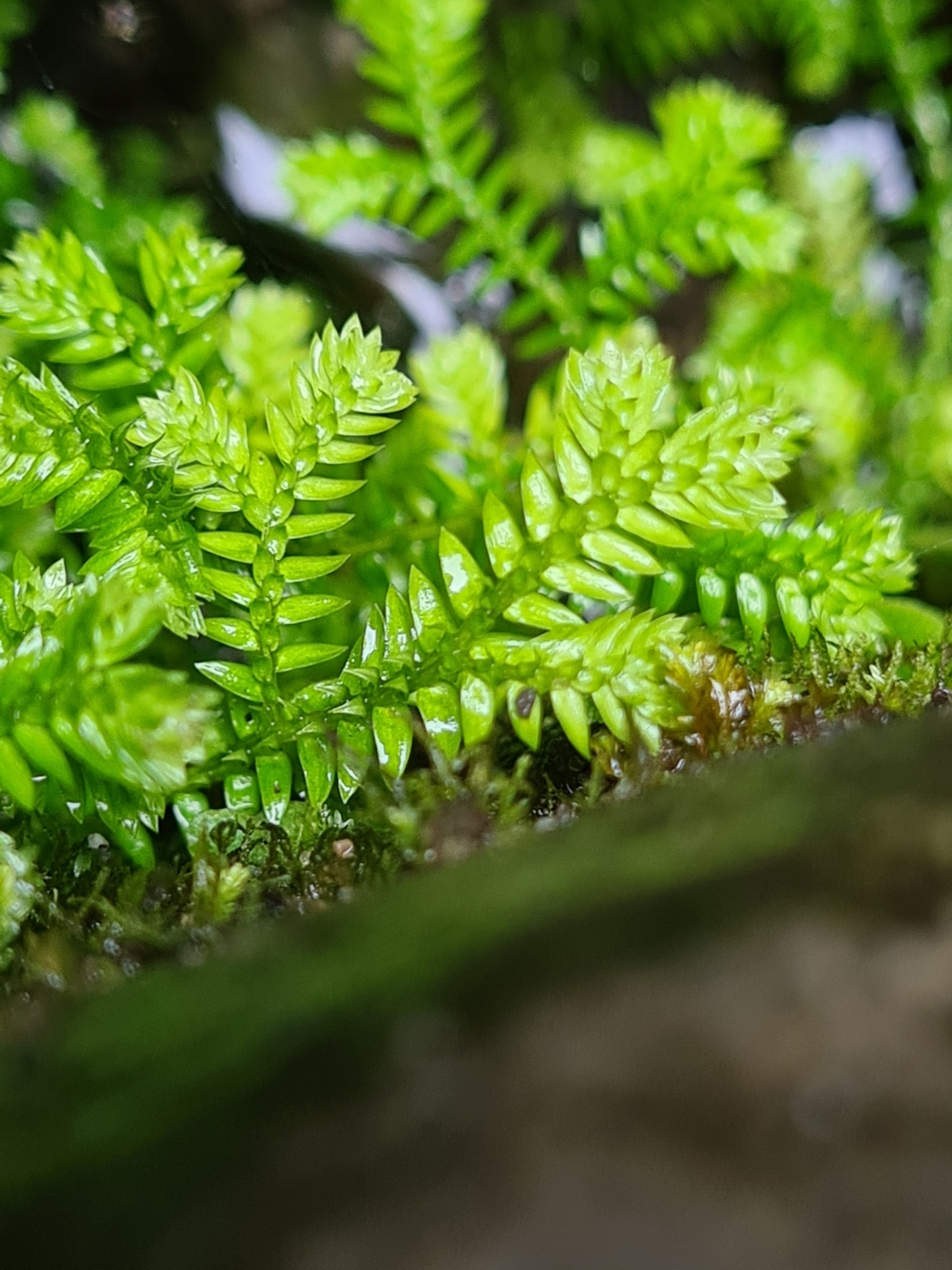
Selaginella kraussiana
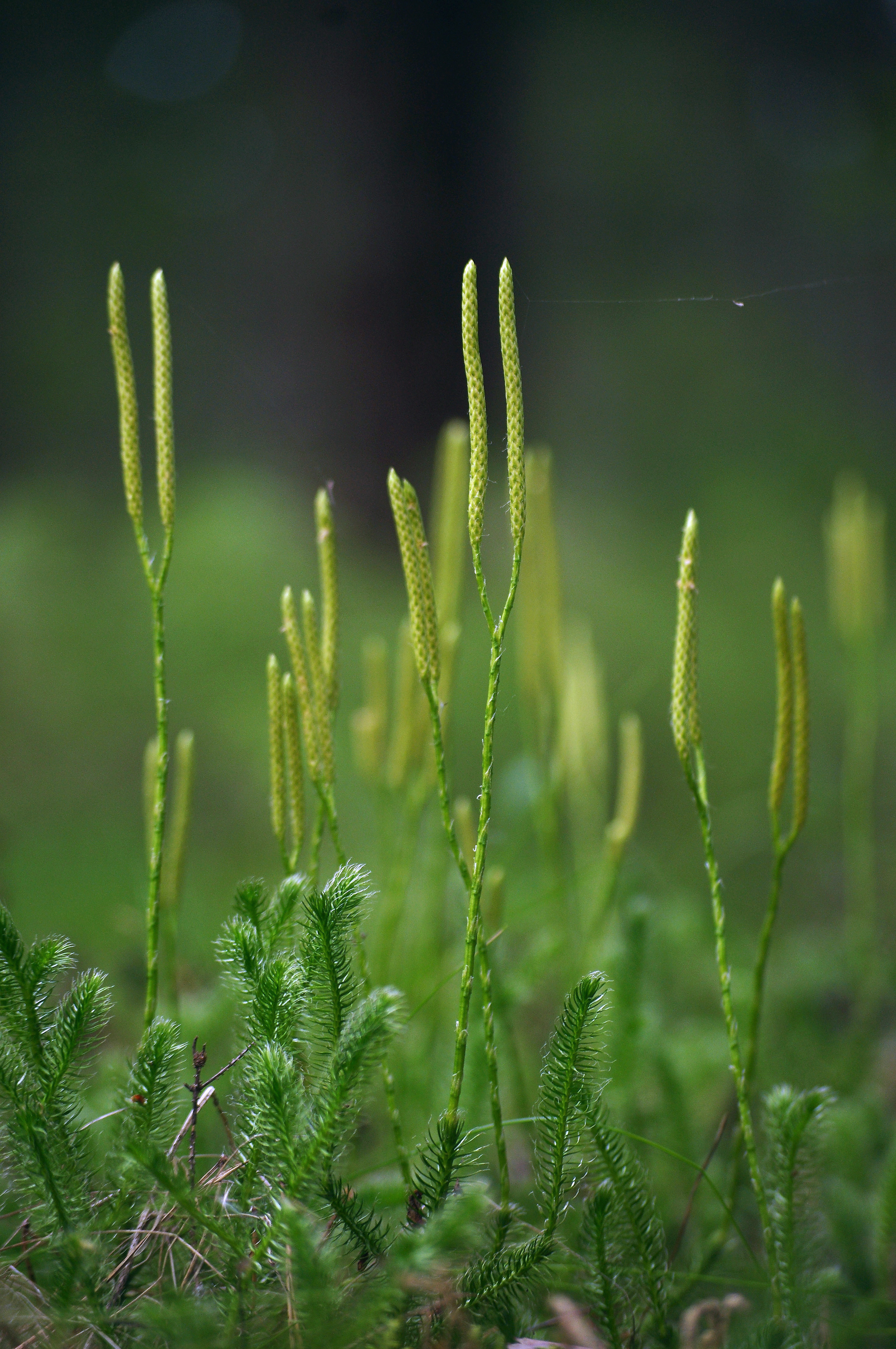
Grote wolfsklauw (Lycopodium clavatum)

## Macrofyllen
Macrofyllen of 'echte bladeren' zijn volgens de teloomtheorie te zien als afgeleid van vergroeide, en afgeplatte assenstelsels (stengels). De vaatbundels van de stengels, de steles of centrale cilinders, vertonen op de plaats waar de nerven van de macrofyllen aftakken een opening of venster. Macrofyllen zijn bladeren met vertakte nerven. Ze komen voor bij Euphyllophyta (voornamelijk varens en zaadplanten).

## Varens

### Trofofyl en sporofyl
De bladen van varens zijn soms dimorf: er kan soms onderscheid gemaakt worden in sporofyllen ('fertiele' bladeren met spororangienhoopjes) en trofofyllen ('voedingsbladen' zonder sporangia, 'onvruchtbare' bladeren). Bij veel soorten is er echter geen differentiatie in twee typen bladeren.

Trofofyllen en sporofyllen
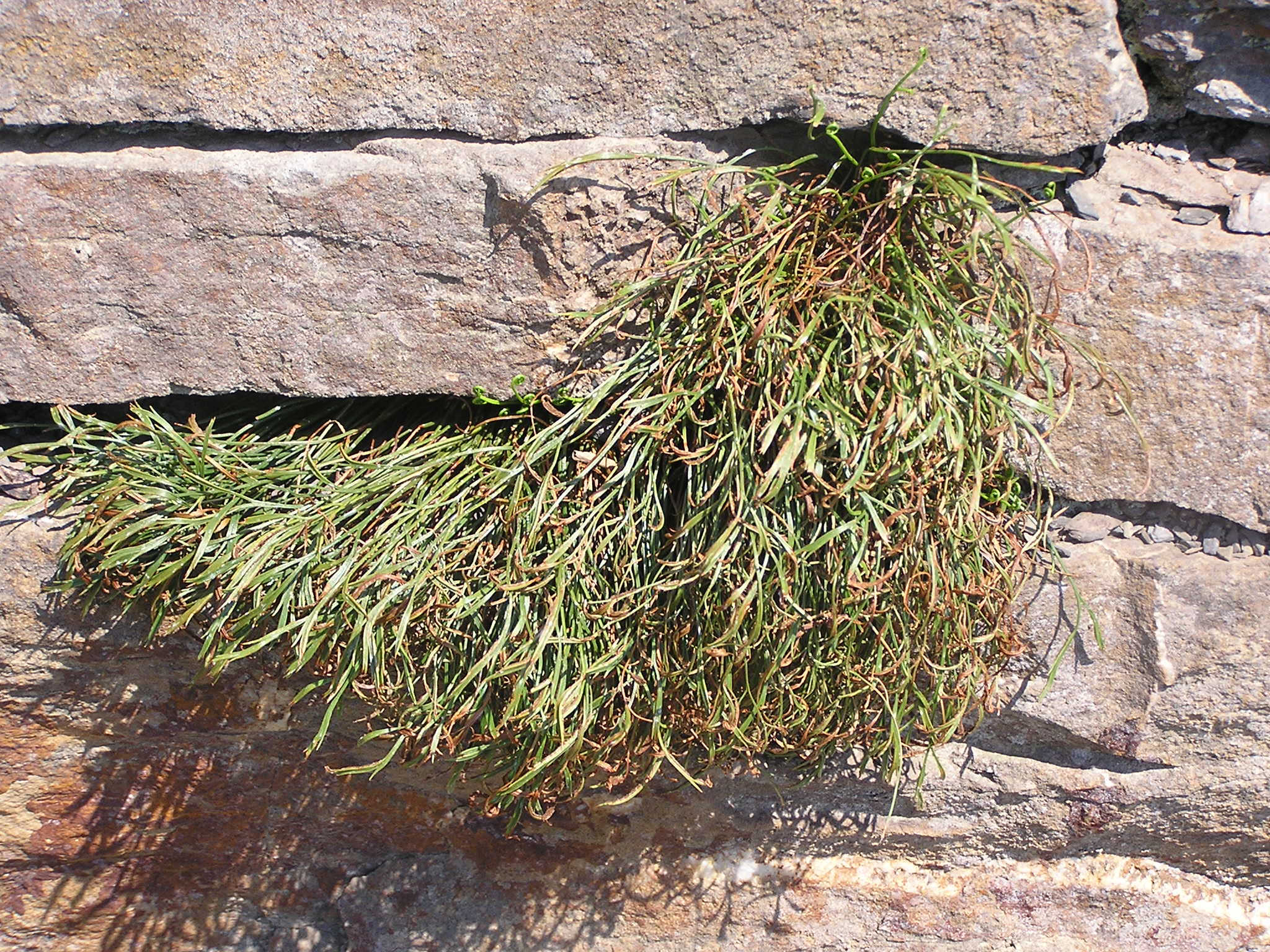
Noordse streepvaren (Asplenium septentrionale) met een dichotoom vertakt blad (herhaald in twee gelijke slippen gedeeld blad).
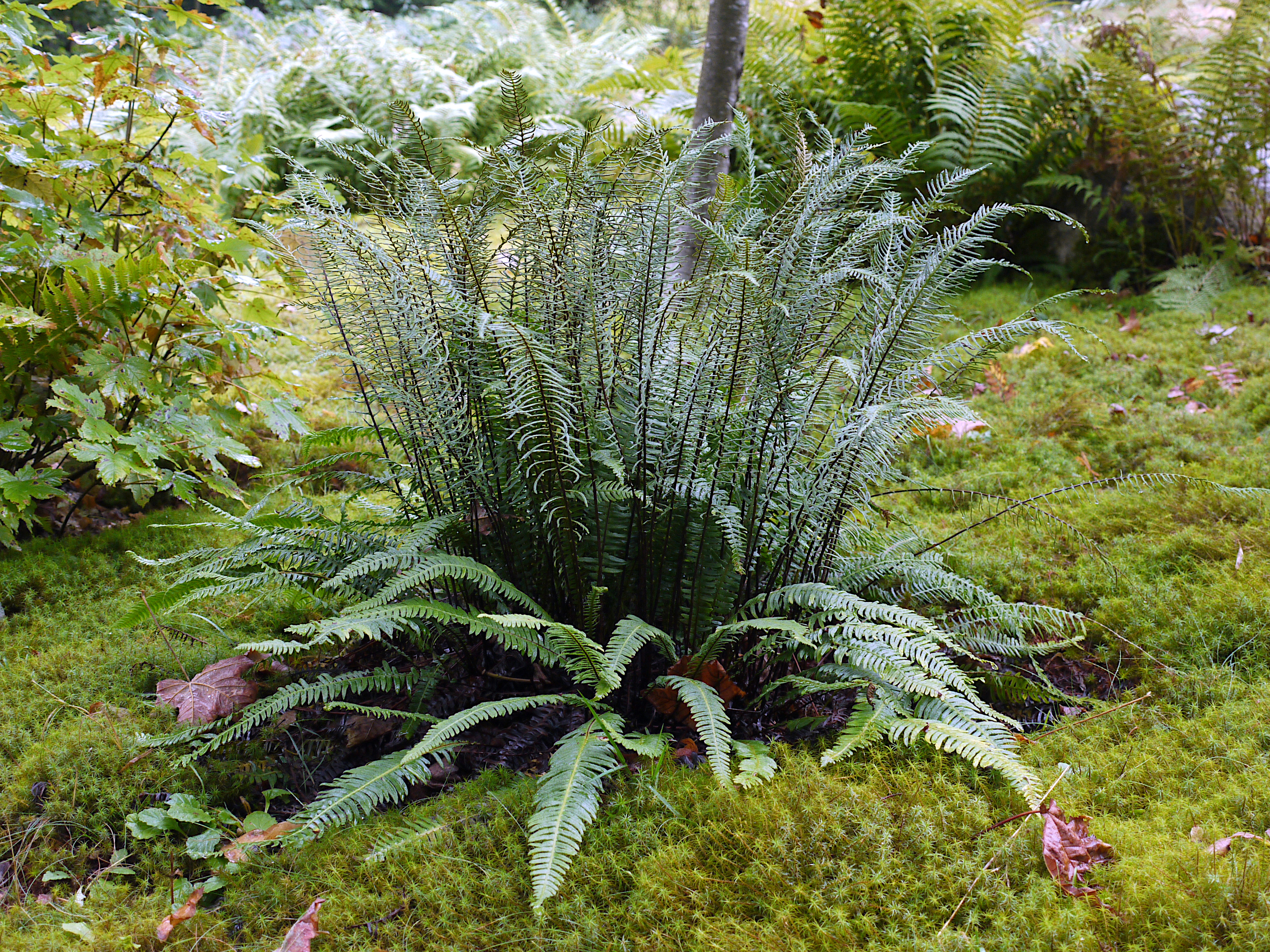
Dubbelloof (Blechnum spicant) met trofofyllen en rechtopstaande sporofyllen
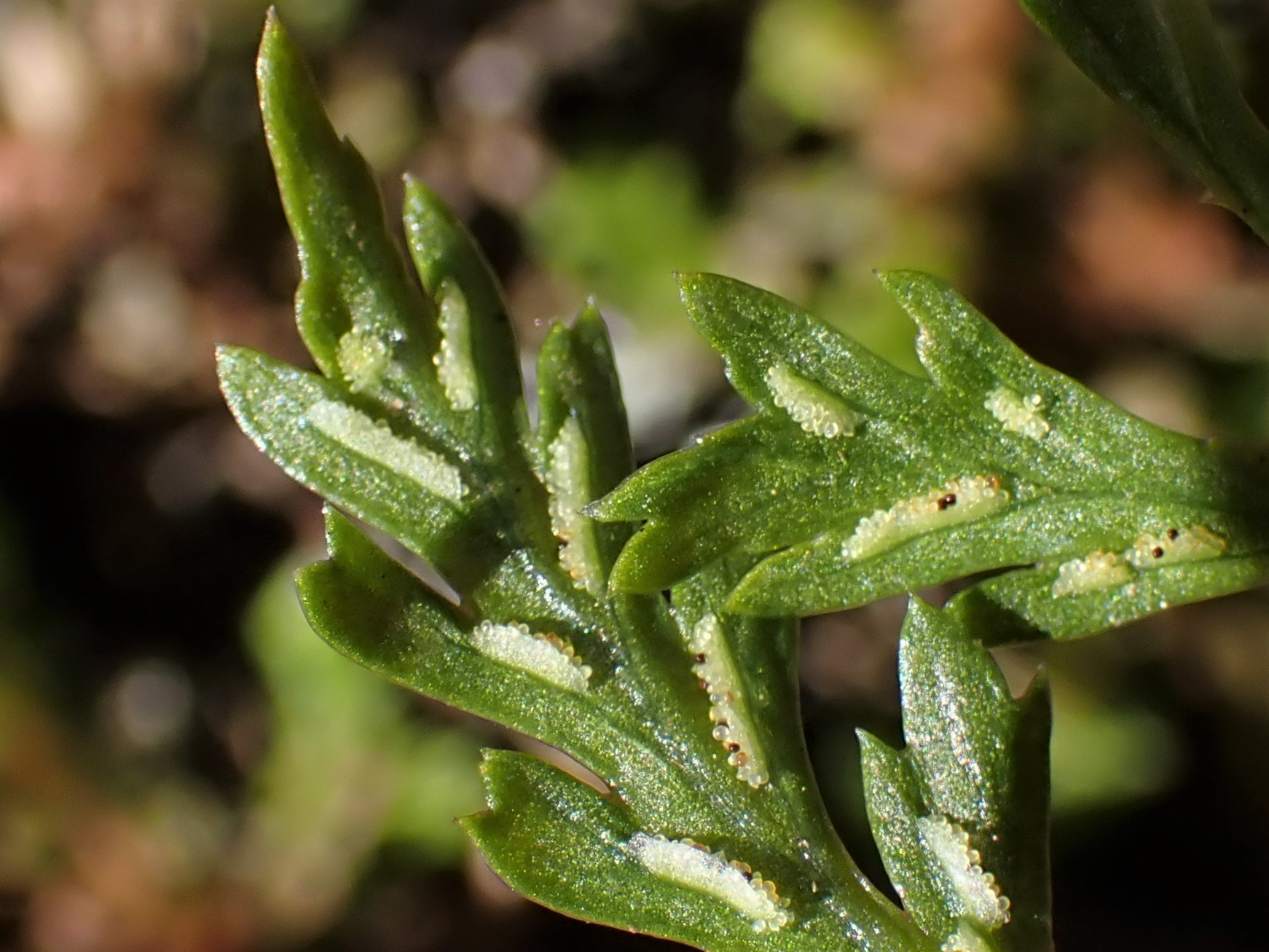
Zwartsteel (Asplenium adiantum-nigrum) met langwerpige sori aan de onderzijde van het blad
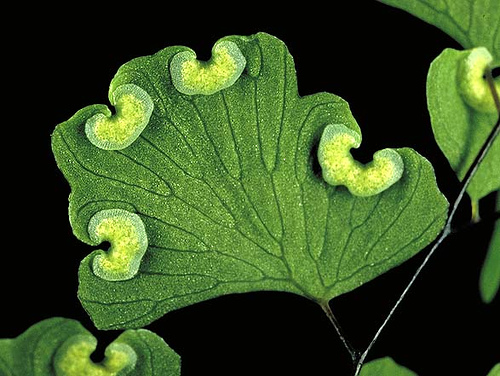
Adiantum aethiopicum met dichotome nervatuur en omgeslagen bladrand (waaronder de sori)

### Microsporofyl en macrosporofyl
Bij heterospore varens worden zowel microsporen als macrosporen gevormd. Aan de microsporofyllen worden alleen microsporangia gevormd, die als mannelijk worden gezien. Als de sporofyllen alleen macrosporangia met macrosporen vormen, spreekt men van macrosporofyl. De macrosporofyllen worden als vrouwelijk gezien. Er komen ook gemengde sporofyllen voor.
NB.: Ook bij de naaktzadige Cycadopsida komen microsporofyllen en macrosporofyllen voor, die dan in verschillende kegels staan. De macrosporofyllen dragen de zaadknoppen: een door een beschermend integument omhulde macrosporangium.

## Bladeren bij zaadplanten
Bladeren van zaadplanten hebben een andere bouw dan die van de varens. De belangrijkste delen zijn de bladbasis, de bladsteel (petiolus) en de bladschijf (lamina). Bladeren staan langs de stengel ingeplant op de knopen.

Voorbeelden van bladeren bij zaadplanten
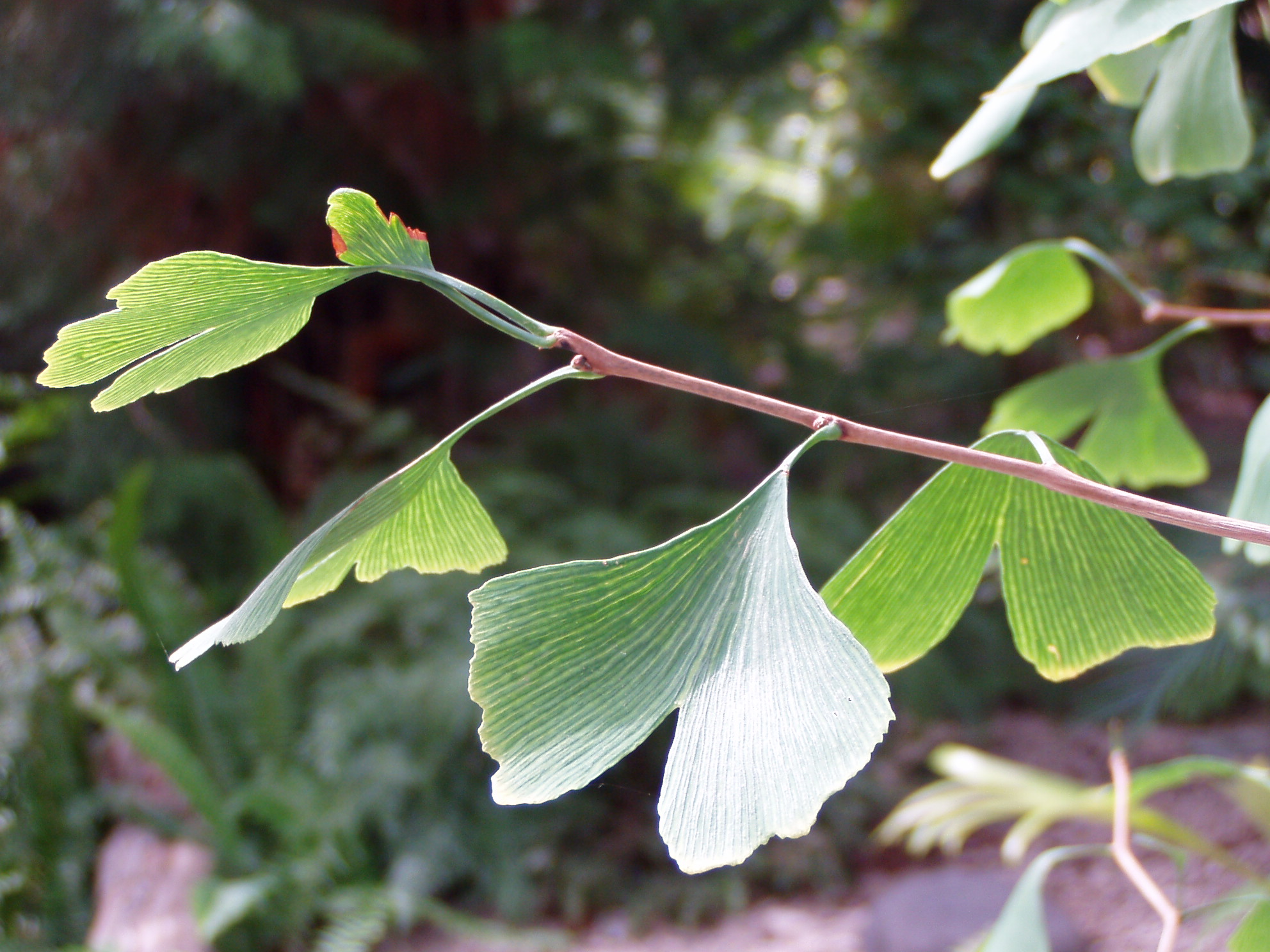
Japanse notenboom (Ginkgo biloba)
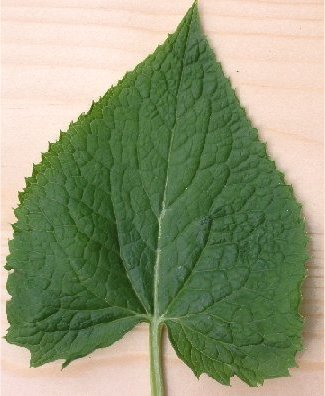
Wilde judaspenning (Lunaria rediviva)
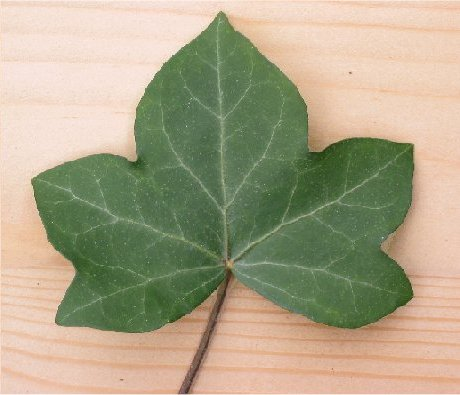
Klimop (Hedera helix)
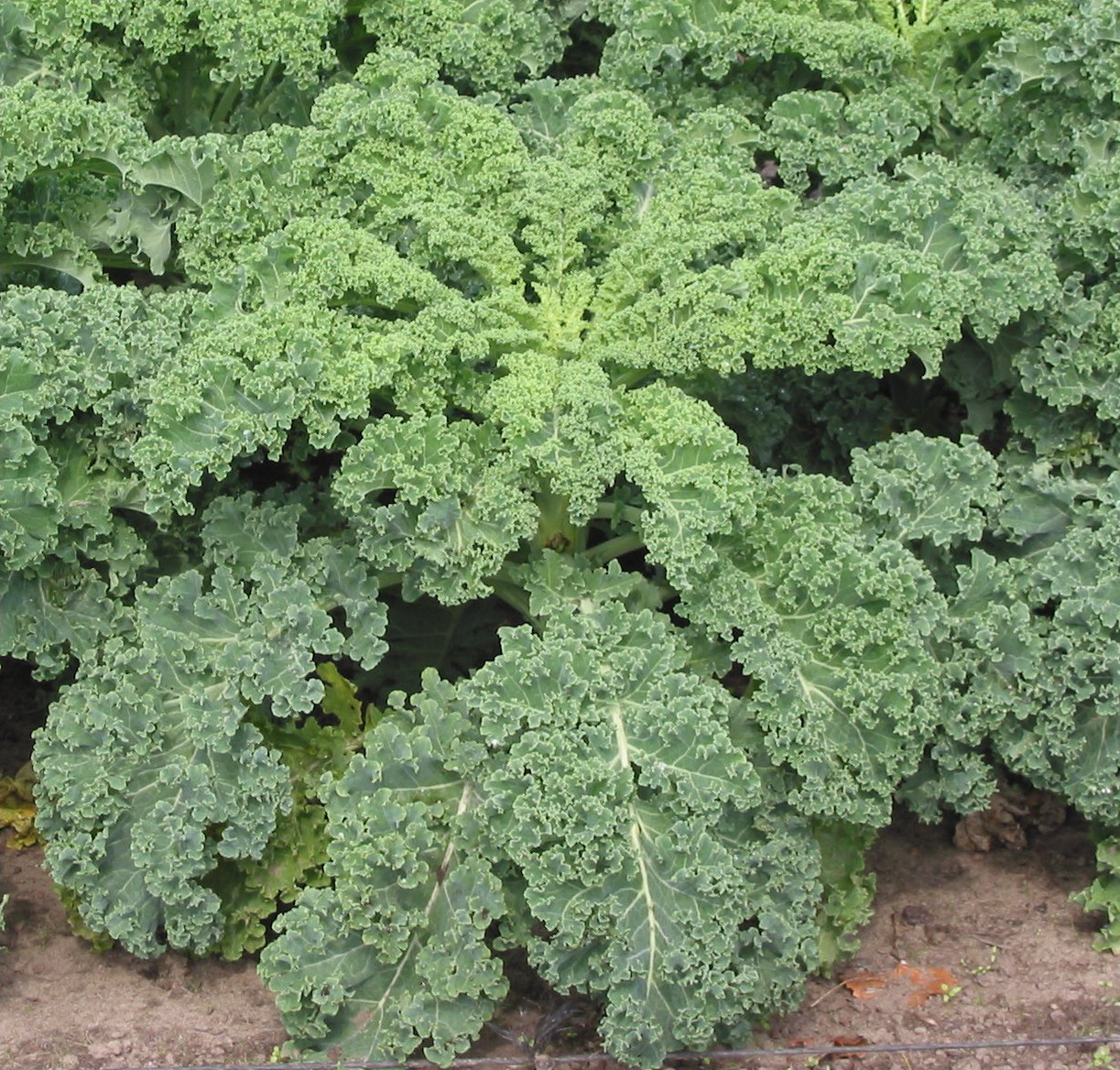
Boerenkool met gekroesd blad
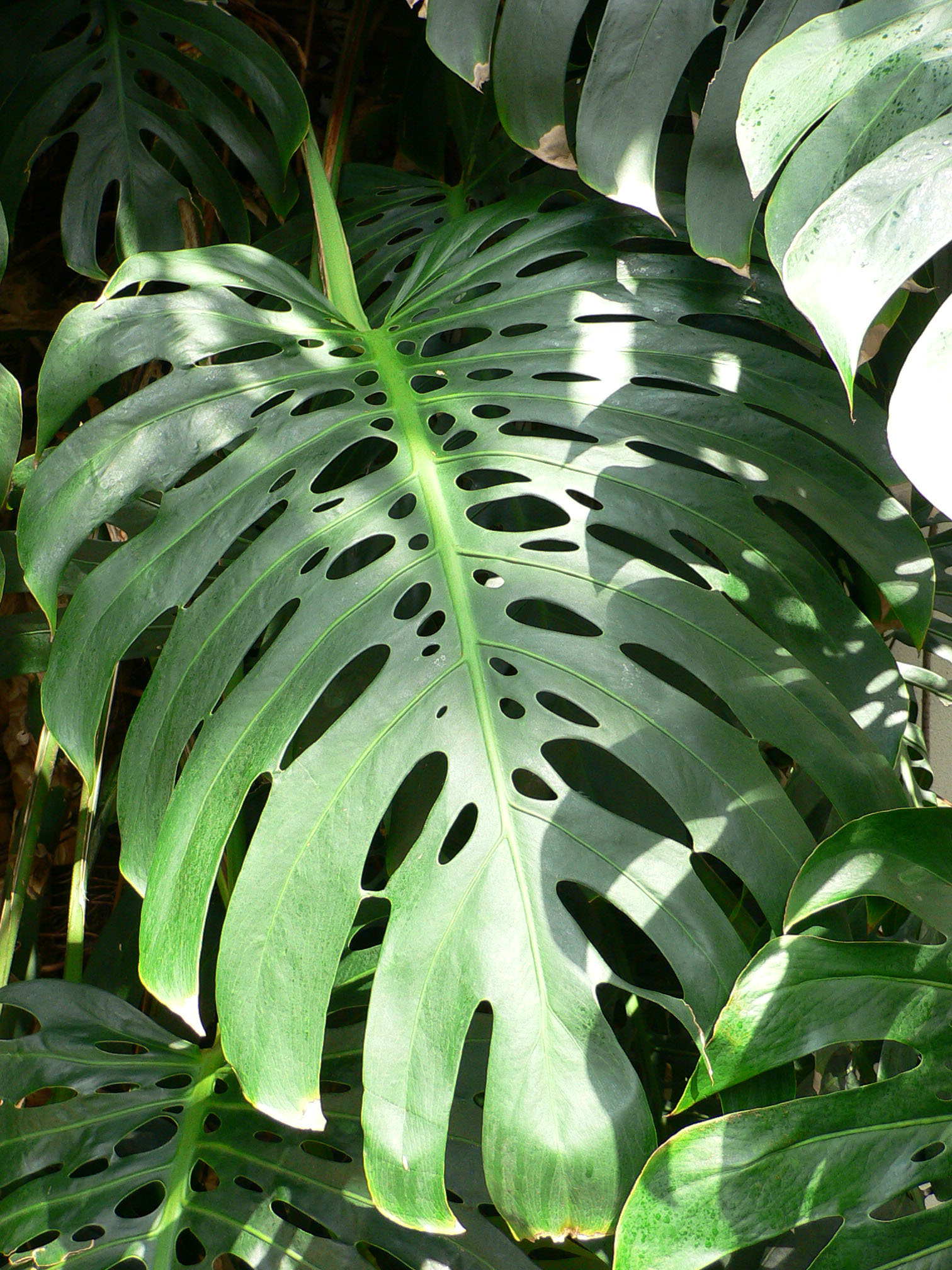
Gatenplant (Monstera deliciosa)

De meeldraden van zaadplanten zijn morfologisch vergelijkbaar met de microsporofyllen en de vruchtbladeren met de macrosporofyllen.